# Sterowik niebieskobrzuchy
Sterowik niebieskobrzuchy (Tanysiptera carolinae) – gatunek średniej wielkości ptaka z podrodziny łowców (Halcyoninae) w rodzinie zimorodkowatych (Alcedinidae). Słabo poznany ptak występujący tylko na indonezyjskiej wyspie Numfoor; według IUCN jest bliski zagrożenia wyginięciem.

## Systematyka
Pierwszego naukowego opisu taksonu dokonał niemiecki zoolog Hermann Schlegel, nadając mu nazwę Tanysiptera Carolinae. Opis ukazał się w 1871 roku w „Nederlandsch Tijdschrift voor de Dierkunde”. Autor jako miejsce typowe wskazał wyspę Méfoor (Numfoor). 
Tradycyjnie takson ten umieszczany jest w grupie gatunków składających się ze sterowika dużego (T. galatea), sterowika łuskowanego (T. riedelii) i sterowika wstęgosternego (T. ellioti). Gatunek monotypowy.

### Etymologia
Nazwa rodzajowa: gr. τανυσιπτερος tanusipteros – „długopióry”, od τανυ- tanu- – „długo-”, od τεινω teinō – „rozciągać”; -πτερος -pteros – „-pióry”, od πτερον pteron – „pióro”. Epitet gatunkowy jest eponimem honorującym Karolinę Elisabeth Luise von Breidenbach zu Breidenstein Baronin von Rosenberg (1844–1923), żonę niemieckiego przyrodnika i odkrywcy Carla Freiherra von Rosenberga, który odkrył ten gatunek.

## Morfologia
Średniej wielkości ptak o dużym, szerokim u nasady, czerwonym dziobie. Nogi i stopy ciemnobrązowe. Tęczówki ciemnobrązowe. Nie występuje dymorfizm płciowy. Obie płcie są prawie całkowicie fioletowoniebieskie. Wyjątek stanowią białe dolne części grzbietu, zadu, ogona i pokryw podogonowych. Ogon długi, biały, z silnie wydłużonymi dwoma środkowymi sterówkami, które są o 7–8 cm dłuższe niż jego reszta i mają gołe niebieskie stosiny, a zakończone są białymi łopatkowymi końcówkami. Młode osobniki są ciemnoniebieskie z białym zadem, ciemnym ogonem i ciemnobrązowym dziobem. Długość ciała 34–38 cm (włącznie z ogonem).
Pozostałe wymiary na podstawie:
|                                            | Samiec  | Samica  |
| ------------------------------------------ | ------- | ------- |
| Długość skrzydła (mm)                      | 103–112 | 102–113 |
| Długość dzioba (mm)                        | 38–44   | 39–44   |
| Długość ogona bez środkowych sterówek (mm) | 89–110  | 87–103  |
| Długość skoku (mm)                         | 18–20   | 18–20   |

## Zasięg występowania
Sterowik niebieskobrzuchy jest endemitem Indonezji. Występuje tylko na wyspie Numfoor należącej do grupy Wysp Schoutena położonych u północno-zachodnich wybrzeży Nowej Gwinei. Występuje na terenach położonych do wysokości 180 m n.p.m. Zasięg występowania (EOO, Extent of Occurrence) według szacunków organizacji BirdLife International obejmuje około 460 km².

## Ekologia
Głównym habitatem sterowika niebieskobrzuchego są nizinne lasy tropikalne, także lasy otwarte o niezbyt gęstym zalesieniu i pola uprawne. Spotykany jest także wśród roślinności porastającej plaże. Jest gatunkiem osiadłym. Dieta tego gatunku jest słabo zbadana, składa się z owadów prostokrzydłych (Orthoptera), dużych chrząszczy (Coleoptera), a także ślimaków (Gastropoda). Długość pokolenia jest określana na 3,4 roku.

### Rozmnażanie
Brak informacji na temat rozmnażania oprócz tego, że gniazduje w termitierach.

## Status zagrożenia i ochrona
W Czerwonej księdze gatunków zagrożonych Międzynarodowej Unii Ochrony Przyrody gatunek ten został zaliczony do kategorii NT (ang. Near Threatened – bliski zagrożenia). Ptak ten jest słabo poznany i nie ma dokładnych szacunków na temat jego liczebności. Populacja tego gatunku prawdopodobnie nie przekracza 10 000 dorosłych osobników. BirdLife International ocenia trend liczebności populacji jako powolnie spadkowy głównie z powodu niewielkiego zmniejszania się naturalnego habitatu, jednak gatunek ten ma zdolności do adaptowania się do zmian habitatu i spadek jego populacji szacowany jest na 1–9% na przestrzeni 3 pokoleń.